# Geladen und Entsichert
Geladen und Entsichert – debiutancki album niemieckiego rapera Alpa Gun.

## Lista utworów
1. Geladen und Entsichert (Intro) – 1:48
2. Skit Kosta 1 – 0:07
3. Ausländer – 4:08
4. Skit Kosta 2 – 0:18
5. Weiterlaufen (feat. Sido) – 3:23
6. Skit Kosta 3 – 0:06
7. Alem Olsun (feat. Ceza) – 4:51
8. Blaulicht (feat. SRK) – 3:55
9. Weißt du nicht? (feat. Shizoe) – 4:55
10. Diese Zeilen (feat. MOK & Massiv) – 3:43
11. Mein Schicksal – 3:39
12. Skit Kosta 4 – 0:04
13. Fight Club – 3:26
14. Wir sind echt (feat. Snaga & Pillath) – 3:30
15. Die wilden Kerle (feat. Greckoe, Grüne Medizin, Fumse & Bendt) – 5:26
16. Das Leben ist ein Schuss – 2:57
17. No. 1 – 3:11
18. Jeden Tag hoff ich (feat. Nina Karen) – 3:48
19. Verbotene Liebe (feat. Muhabbet) – 4:05
20. Kuck !!!! (feat. A.i.d.S.) – 7:28